# Miraflores Alto (Piura)
Miraflores Alto es una localidad peruana ubicada en el distrito de Tambogrande, perteneciente a la provincia y departamento de Piura, al norte del Perú. 

## Ubicación
Miraflores Alto se ubica al noreste de la provincia de Piura, en el distrito de Tambogrande, en el departamento de Piura.

## Demografía
En 2017 Miraflores Alto tenía una población de 50 habitantes.
| Gráfica de evolución demográfica de Miraflores Alto entre 1993 y 2017 |
|                                                                       |
| Fuentes: Población 1993 y 2017                                        |